# Luau (film)
Luau è un cortometraggio del 1982 scritto e diretto da Tim Burton e Jerry Rees.
Si tratta di un film amatoriale ed è descritto nel libro Tim Burton di Jim Smith e J. Clive Matthews. I temi principali di questo bizzarro film trattano il surfing, teste aliene private del corpo ed altre stravaganze.